# Lotta Engberg
Anna Charlotte "Lotta" Engberg (Överkalix, 5. ožujka 1963.) je švedska pjevačica zabavne glazbe i TV-voditeljica. Godine 1987. je na Pjesmi Eurovizije bila predstavnica Švedske izvodeći pjesmu "Boogaloo".   
Od 2001. do 2004. bila je član sastava Kikki, Bettan & Lotta. Osnovala je 1989. plesni sastav "Lotta & Anders Engbergs orkester", koji napušta 1994. Između 1994. i 2002. pjevala je sa sastavom Lotta Engbergs.

## Diskografija (izbor)
- Fyra Bugg & en Coca Cola (Četiri bube & Coca Cola) (1987.)
- Fyra Bugg & en Coca Cola och andra hits (Četiri bube & Coca Cola i drugi hitovi), (2003.)
- Kvinna & man (Žena & čovjek), (Lotta Engberg & Jarl Carlsson), 2005.)
- Världens bästa Lotta (Najbolja svjetska Lotta), (2006.)
- Jul hos mig (Božić kod mene), (2009.)
- Lotta & Christer (2012., Lotta Engberg & Christer Sjögren)

## Vanjske poveznice

### Sestrinski projekti
|  | Zajednički poslužitelj ima još gradiva o temi Lotta Engberg |

### Mrežna sjedišta
- Lotta Engberg – službene stranice (šved.)
- Discogs.com – Lotta Engberg (diskografija)